# Adolphe Bloch
 (février 2015).
Si vous disposez d'ouvrages ou d'articles de référence ou si vous connaissez des sites web de qualité traitant du thème abordé ici, merci de compléter l'article en donnant les références utiles à sa vérifiabilité et en les liant à la section « Notes et références ».
Pour les articles homonymes, voir Bloch.
Adolphe Bloch (Strasbourg, 19 août 1843 - Paris 9e, 13 avril 1932) est un médecin, anthropologue, physicien racialiste et turcologue de la fin du XIXe siècle et du début du XXe, membre de la Société d'anthropologie de Paris.

## Biographie

### Famille
Il est le fils de Louis Bloch (1813-1874 Fénétrange), lui-même fils de Joseph Bloch (né en 1789).
Il eut plusieurs fils :
- Jules André Albert Bloch (1879-1926) ;
- Paul Bloch-Dassault (1882-1969), qui a fait carrière dans l’armée française en tant que général et qui fut grand chancelier de la Légion d’honneur. Il a adopté le nom de Dassault après la Seconde Guerre mondiale ;
- René Bloch (1886-1942), chirurgien des hôpitaux de Paris ;
- Marcel Bloch-Dassault (1892-1986), ingénieur des constructions aéronautiques, député, grand croix de la Légion d’honneur et qui est le père de Serge Bloch-Dassault, industriel, homme d'affaires, homme politique et milliardaire français.

### Centre d'intérêts
Il s'est en particulier intéressé aux Osmanlis.

## Pour approfondir